# Pepin megye
Pepin megye az Amerikai Egyesült Államokban, azon belül Wisconsin államban található. Megyeszékhelye és legnagyobb városa Durand. Lakosainak száma 7318 fő (2020. április 1.). Pepin megye Pierce, Dunn, Eau Claire, Buffalo, Wabasha és Goodhue megyékkel határos.

## Népesség
A megye népességének változása:
| Lakosok száma | 7444 | 7416 | 7386 | 7360 | 7290 | 7318 |
|               | 2010 | 2011 | 2012 | 2013 | 2015 | 2020 |